# Cyrix III
Cyrix III je ime dva potpuno različito dizajnirana intel kompaktibilna mikroprocesora koje je izdala VIA Technologies. 

## Cyrix III Joshua
Kupovinom kompanije Cyrix VIA Technologies je dobila vlasništvo nad mikroprocesorima te kompanije i početkom 2000. godine ona izdaje Cyrix III koji je dizajniran od njegovih stručnjaka. Osnovni problem ovog mikroprocesora od 22 milijuna transistora je bio kasni izlazak na tržište i kooprocesorska jedinica preuzeta iz razdoblja prije Intel Pentiuma. Rezultat ovih problema je bio spori mikroprocesor koji pored ostalog niti nije bio 100 % kompaktibilan s konkurencijom što dovodi do njegove propasti na tržištu.

## Cyrix III Samuel
Također u istom razdoblju kada VIA Technologies preuzima Cyrix ona je kupila i Centaur Technology koje je proizvodila WinChip mikroprocesore. Osnovna ideja iza WinChipa dizajnerskog tima je bila proizvodnja jeftinog i štedljivog mikroprocesora, pa je nakon tržišne propasti Cyrix III Joshua donesena odluka da se krenu u proizvodnju i prodaju Cyrix III Samuel (WinChip 4) koji se sastojao od 11 milijuna transistora. Završni proizvod je bio kritiziran zbog svoje sporosti u odnosu na intelove i AMDove mikroprocesore iste brzine dok se činjenica da je bio mnogo energetski štedljiviji redovno preskakala.
Proizvodnja svih verzija (Joshua, Samuel, Samuel 2) ovog socket 370 mikroprocesora je završila početkom 2001. godine, približno 12 mjeseci nakon što je počela, a njegov nasljednik će biti procesor VIA C3.